# Enterprise (Oregon)
Enterprise ist eine Stadt im US-Bundesstaat Oregon. Sie liegt im Wallowa County und ist dessen County Seat (Verwaltungssitz). Das U.S. Census Bureau hat bei der Volkszählung 2020 eine Einwohnerzahl von 2.052 ermittelt.
Die Stadt, die 1887 ihren heutigen Namen erhielt, wurde 1889 offiziell als Gemeinde registriert. Ein Jahr zuvor war Enterprise bereits als Nachfolger der Nachbarstadt Joseph zum Verwaltungssitz des County bestimmt worden. Ein erstes Gerichtsgebäude, in dem bis heute öffentliche Einrichtungen untergebracht sind, wurde 1909 errichtet.
Enterprise ist Eigentümerin des östlich des Stadtzentrums gelegenen Enterprise Municipal Airport.